# Thomas Randolph, 1. Earl of Moray

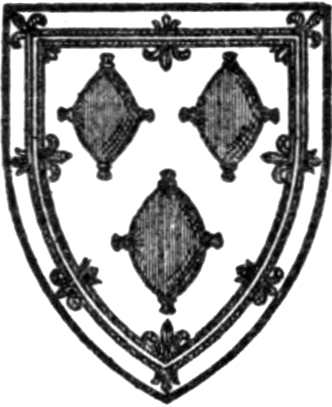
Wappen von Thomas Randolph als Earl of Moray

Thomas Randolph, 1. Earl of Moray († 20. Juli 1332 in Musselburgh) war ein schottischer Adliger, Diplomat und Militär. Er gehörte zu den führenden Figuren des Ersten Schottischen Unabhängigkeitskriegs und diente von 1329 bis zu seinem Tod als Guardian of Scotland.
Sein Vater war ein Unterstützer der Balliols, war mit Bruce bei Methven, doch nach seiner Gefangennahme war er auf englischer Seite. Hatte Vorstellungen vom ritterlichen Kampf und lehnte zunächst den Kleinkrieg ab. Darauf erhielt er Auflagen, ehe er Bruce voll unterstützte.

## Herkunft und Erbe
Thomas Randolph war ein Sohn von Sir Thomas Randolph, ein Adliger mit Besitzungen in Stichill in Roxburghshire. Der Name seiner Mutter ist unbekannt, sie war eine Tochter von Marjory, Countess of Carrick aus ihrer ersten Ehe mit Adam of Kilconquhar. Damit war seine Mutter eine Halbschwester des späteren schottischen Königs Robert I., der Thomas seinen liebsten Neffen nannte. Da Thomas aber kein leiblicher Verwandter des Königs war, hatte er keinen Anspruch auf den schottischen Thron. Sowohl sein Vater wie auch sein Großvater hatten höhere Ämter bekleidet, darunter das Amt des Chamberlain of Scotland. Vermutlich kurz nach 1296 starb sein Vater, worauf Thomas sein Erbe wurde.

## Aufstieg zum führenden Unterstützer von Robert Bruce

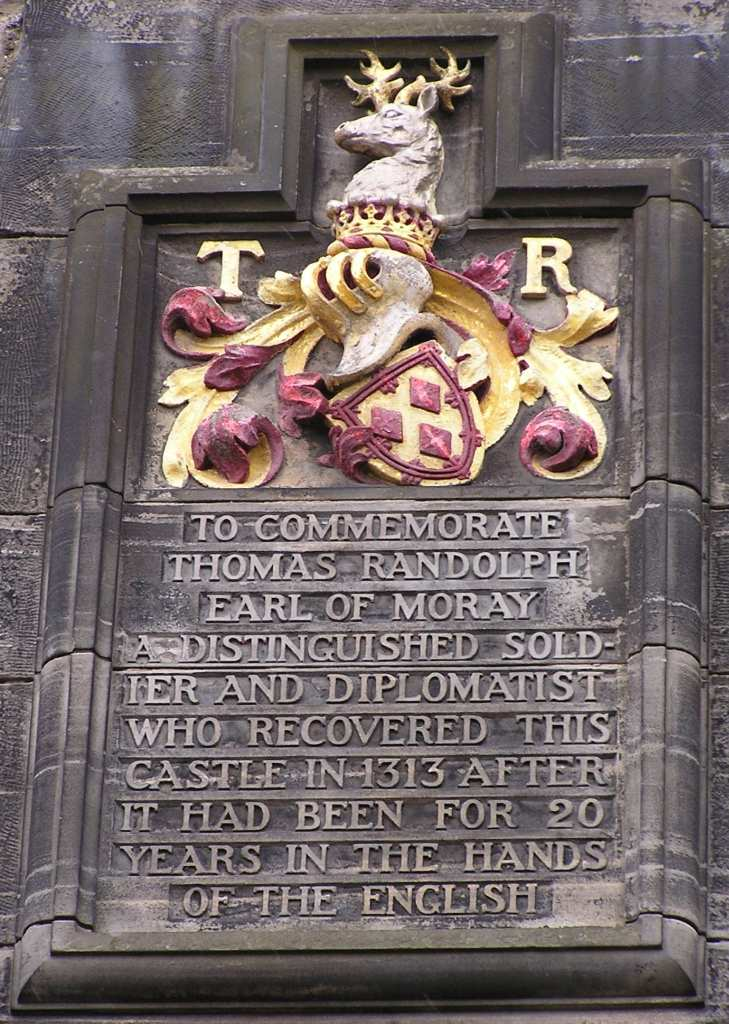
Inschrift zu Ehren von Thomas Randolph am Edinburgh Castle, das 1314 von ihm erobert worden war

Über die Rolle von Randolph während der ersten Phase des Schottischen Unabhängigkeitskriegs bis 1304 ist nichts bekannt. Wahrscheinlich unterstützte er aber Robert Bruce, als dieser am 25. März 1306 als Robert I. den schottischen Thron beanspruchte. Am 19. Juni 1306 geriet er in der Schlacht bei Methven in englische Gefangenschaft. Er wechselte nun rasch die Seiten, was vom Earl of Pembroke bestätigt wurde. Dies rettete sein Leben, denn kurz darauf erhielt Pembroke den Befehl des englischen Königs Eduard I., die Gefangenen zu verurteilen und hinzurichten. Dennoch blieb Randolph über ein Jahr lang in Gefangenschaft, zunächst in Inverkip und dann unter der Aufsicht des Earl of Lincoln. Im September 1307 gehörte er zu englischen Truppen, die erfolglos bei Paisley den flüchtigen Sir James Douglas verfolgten. Ende 1307 wurde er jedoch in einem Haus in Peeblesshire von Truppen unter Douglas überrascht und gefangen genommen. Douglas schickte Randolph zu Robert I. Zwischen Randolph und dem König kam es zum Streit, als Randolph den ritterlichen Kampf bevorzugte und den Kleinkrieg, den der König gegen die Engländer führte, kritisierte. Dennoch kam es schließlich zu einer Verständigung zwischen den beiden, und im März 1309 nahm Randolph als Lord of Nithsdale an dem ersten Parlament teil, das der König abhielt. Das südwestschottische Nithsdale war zu dieser Zeit noch in englischer Hand, so dass der Titel für Randolph wohl als Ansporn dienen sollte, an den Kämpfen teilzunehmen, um die englischen Truppen aus der Region zu vertreiben. In Nithsdale wurde Randolph aber dennoch nicht aktiv, stattdessen wurde er am 19. Februar 1310 als Stellvertreter des schottischen Königs in der Region zwischen dem Forth und den Orkneys bezeichnet. Spätestens ab dieser Zeit gehörte er zu den engsten Ratgebern von Robert I. Der König belohnte seinen Neffen, indem er ihn zwischen dem 12. April und dem 29. Oktober 1312 zum Earl of Moray erhob. Damit wurde in Schottland erstmals nach über 100 Jahren ein neues Earldom geschaffen. Das Gebiet von Moray erstreckte sich von der schottischen Westküste vom Moray Firth bis zur Grenze von Perthshire. Damit erhielt Moray noch vor Edward, dem Bruder des Königs, ein neues Earldom, das auch noch wesentlich größer als dessen Earldom Carrick war. Zu dieser Zeit war Edward Bruce der voraussichtliche Thronfolger von König Robert I. Falls Robert I. einen Sohn bekommen sollte, sollte Moray und nicht Edward zum Guardian im Falle eines Tods des Königs ernannt. Nachdem Edward Bruce 1318 in Irland gefallen war, wurde Moray im Dezember 1318 als Guardian bestätigt. Dazu erhielt er die einträgliche Herrschaft Annandale, die zuvor im Besitz der Familie Bruce gewesen war. Damit galt er klar als zweiter Mann in Schottland neben dem kränklichen König, dem er mit einer unerschütterlichen Loyalität diente.

## Dienst als Militär

### Kampf gegen die Engländer in Schottland
Bei der Eroberung von Dundee oder Perth wird Moray nicht erwähnt, doch Anfang 1314 belagerte er Edinburgh Castle. Durch einen kühnen Angriff über die Felsen konnte Moray die Burg erobern, die danach geschleift wurde. Als im Sommer 1314 der englische König Eduard II. mit einem starken Heer in Schottland einfiel, ernannte Robert I. Moray zu einem der Kommandanten der schottischen Armee. In der Schlacht von Bannockburn befehligte er eines der beiden vorderen als Schiltron formierten schottischen Bataillone, während der König das dritte Bataillon als Reserve befehligte. Am ersten Tag der Schlacht, am 23. Juni, versuchte eine Abteilung der englischen Reiterei durch den Wald von Torwood das belagerte Stirling Castle zu entsetzen. Die von Moray geführte schottische Infanterie konnte jedoch den englischen Vorstoß stoppen und zahlreiche englischen Ritter töten. Am zweiten Tag der Schlacht griff Moray mit seinem Bataillon das englische Hauptheer an, nachdem die englische Vorhut das Bataillon von Edward Bruce angegriffen hatte. Die Schlacht endete mit einer katastrophalen englischen Niederlage.

### Unterstützung der Expedition nach Irland
Trotz der Niederlage von Bannockburn war der englische König nicht zu einem Frieden mit Schottland bereit. Die Schotten setzten daraufhin ihre Raubzüge nach Nordengland fort und versuchten, die englische Herrschaft in Irland zu stürzen. Moray gehörte dem schottischen Heer an, mit dem Edward Bruce im Mai 1315 im nordirischen Ulster landete. Zusammen mit Bruce führte er im Sommer 1315 einen Feldzug, bei dem sie bis nach Louth vorstießen. Anschließend kehrte er nach Schottland zurück, um Verstärkungen nach Irland zu führen. Zurück in Irland, vereinigte er seine herbeigeführten Truppen bei Dundalk mit dem Heer von Bruce. Zusammen führten sie dann im Winter von 1315 bis 1316 einen Raubzug bis nach Castledermot in Südirland. Anschließend kehrte Moray wieder nach Schottland zurück. Am 16. Juli 1316 wird er erstmals als Lord of Man genannt. Auf einer Versammlung des schottischen Adels in Cupar am 30. September 1316 bestätigte Robert I. Moray als Earl of Moray und als Lord of Man. Dabei wurde die Urkunde nicht nur mit dem schottischen Großsiegel, sondern auch mit dem Siegel von Edward Bruce als König von Irland und mit den Siegeln der anwesenden Prälaten und Magnaten bestätigt. Weshalb der König den Rang von Moray so außergewöhnlich bestätigen ließ, ist nicht geklärt, möglicherweise lag es an der zögernden Anerkennung von Morays Besitz von Man durch Edward Bruce. Die Insel in der irischen See hatten die Schotten zurückerobert, aber dann wieder verloren. Im ersten Halbjahr von 1317 unterstützte Moray Robert I. bei dessen Feldzug in Irland. Dabei führte er einen Raubzug nach Tipperary, bevor er im Mai nach Schottland zurückkehrte. Offensichtlich Ende 1317 konnte Moray die Isle of Man erneut erobern.

### Überfälle nach Nordengland
In den nächsten Jahren führte Moray zahlreiche Raubzüge nach Nordengland. Dabei bot er den Bewohnern der nordenglischen Grafschaften zunehmend die Zahlung von Lösegeld an, damit ihre Besitzungen und Felder nicht verwüstet wurden. 1318 erreichte er die Übergabe von mehreren Burgen in Northumberland. 1319 gehörte er zu den Kommandanten eines schottischen Heeres, das ein englisches Heer in der Schlacht bei Myton schlug und damit zum Abbruch der englischen Belagerung von Berwick führte. Nachdem der daraufhin geschlossene Waffenstillstand 1321 ausgelaufen war, unternahm der englische König im Sommer 1322 einen erfolglosen Feldzug nach Schottland. Zusammen mit Robert I. folgte Moray den sich zurückziehenden Engländern über die englische Grenze. Während der Schlacht bei Byland im Oktober 1322 führte er den schottischen Angriff hügelaufwärts, worauf die Schlacht zu einer demütigenden Niederlage für die Engländer wurde.

## Dienst als Diplomat

### Verhandlungen mit England
Moray beschwor das Waffenstillstandsabkommen mit England, das die Engländer im Dezember 1319 nach der gescheiterten Belagerung von Berwick und nach weiteren schottischen Überfällen schließen mussten. Als Stellvertreter des Königs führte er im Januar 1322 Verhandlungen mit dem Earl of Lancaster, als dieser offen gegen den englischen König rebellierte, dann jedoch vom englischen König geschlagen und hingerichtet wurde. Am 3. Januar 1323 beschwor Moray das ungewöhnliche Friedensabkommen mit dem englischen Militär Andrew Harclay, worauf dieser in England ebenfalls als Verräter hingerichtet wurde. Als Moray 1323 zu neuen Verhandlungen nach England reisen sollte, verlangte er angesichts der schlechter werdenden Gesundheit des Königs, dass die Engländer als Garantie für seine Unversehrtheit sehr hochrangige Geiseln stellten. Nachdem diese Geiseln in Schottland eingetroffen waren, reiste er nach England und handelte zusammen mit Bischof William de Lamberton den Waffenstillstand von Bishopthorpe aus, der am 30. Mai 1323 geschlossen wurde. Dieser auf dreizehn Jahre befristete und damit langfristige Waffenstillstand zeigte deutlich, dass England den Krieg gegen Schottland offenbar nicht mehr gewinnen konnte.

### Unterhändler am Papsthof
Bereits 1320 hatte Moray mit die Declaration of Arbroath besiegelt. Nach dem Abschluss des langfristigen Waffenstillstands mit England 1323 konnten die Schotten erneut um die Aufhebung der kirchlichen Sanktionen bitten, die Papst Johannes XXII. gegen sie als angebliche Kriegstreiber verhängt hatte. Die Schotten baten den Papst dabei auch um die Anerkennung von Robert Bruce als König der Schotten. Der Brief wurde zweifelsfrei von der königlichen Kanzlei verfasst, aber von Moray besiegelt. Vor Mitte Januar 1324 traf Moray selbst in Avignon ein und erreichte schließlich, dass der Papst in einem Brief Robert als König titulierte. Zwar schränkte der Papst ein, dass dies nicht die formale Anerkennung als König bedeutete, doch er hob mit dem Brief stillschweigend die ab 1317 verhängten kirchlichen Sanktionen auf. Während seiner Rückreise von Avignon soll Moray angeblich nach York gereist sein, um über einen endgültigen Frieden mit England zu verhandeln. Die Engländer waren aber nicht zu ernsthaften Verhandlungen bereit.

### Unterhändler in Frankreich und erneut am Papsthof
Im April 1325 wurde er als Führer einer schottischen Gesandtschaft zum französischen Königshof gesandt, den er im Juni erreichte. Frankreich hatte sich seit dem 1303 mit England geschlossenen Vertrag von Paris gegenüber Schottland gleichgültig oder gar feindselig gezeigt, und auch Moray konnte in Frankreich keine diplomatischen Erfolge erzielen. Von Frankreich reiste er erneut zum Papsthof nach Avignon, wo er nachweislich am 1. Oktober war. Möglicherweise verbrachte er die nächsten Monate am Papsthof, denn im Februar drängte ihn Johannes XXII. in einem Schreiben, nach Schottland zurückzukehren. Moray reiste jedoch zunächst wieder zu weiteren Verhandlungen nach Frankreich. Angesichts des Kriegs von Saint-Sardos zwischen Frankreich und England betrachtete der französische König die Schotten nun als mögliche Verbündete, und tatsächlich konnte Moray im April 1326 den Vertrag von Corbeil schließen. Das in diesem begründete französisch-schottische Bündnis bestimmte das gesamte 14. Jahrhundert über die schottische Außenpolitik. Mit diesem bemerkenswerten diplomatischen Erfolg reiste Moray zurück nach Schottland, wo der König und das Parlament im Juli 1326 das Bündnis bestätigten. In Frankreich soll Moray vor dem 25. Februar 1326 auch ein Bündnis mit der englischen Königin Isabelle geschlossen haben, die aus Opposition gegen ihren Mann Eduard II. nicht nach England zurückkehrte. In diesem Bündnis vereinbarte Moray mit Isabelle, dass die Schotten eine Invasion Englands durch Isabelle nicht ausnutzen würden, um selbst in Nordengland einzufallen. Wahrscheinlich versprach Isabelle im Gegenzug, den schottischen König offiziell als König anzuerkennen, sobald sie die Macht in England erlangt hatte.

## Erneuter Feldzug nach England und Friedensschluss
Nach der erfolgreichen Invasion von Isabelle und dem Sturz von Eduard II. im Herbst 1326 brachen die Schotten aber den 1323 mit England geschlossenen Waffenstillstand. Sie griffen nordenglische Burgen an und führten im Sommer 1327 einen erfolgreichen Raubzug über die Grenze. Moray gehörte bei diesem Raubzug zu den schottischen Kommandanten, doch nach einem zeitgenössischen Bericht soll er das Heer dabei in eine Lage geführt haben, aus der er sich nach seiner Ansicht nur durch eine Schlacht gegen die Engländer befreien konnte. Nur das taktische Geschick von James Douglas soll das schottische Heer aber davor bewahrt haben, dass die Engländer ihnen den Rückweg abschnitten, so dass es sich Anfang August ohne größeren Kampf nach Schottland zurückziehen konnte. Auf jeden Fall war der Feldzug eine demütigende Niederlage für den jungen englischen König Eduard III., dem es mit seinem Heer nicht gelungen war, die Schotten zur Schlacht zu stellen. Im September 1327 leitete König Robert I. selbst einen weiteren Angriff auf Northumberland, wobei die Schotten mehrere Burgen belagerten. Die Engländer waren nicht mehr bereit oder in der Lage, diesem Angriff mit einem neuen Feldzug zu begegnen. Daraufhin wurden Friedensverhandlungen begonnen, die im März 1328 zum Abschluss des Abkommens von Edinburgh führten. In diesem erkannte der Eduard III. Robert I. als schottischen König an. Der Frieden sollte durch eine Heirat zwischen den beiden Herrscherhäusern gefestigt werden, weshalb Moray im Juli 1328 David, den jungen schottischen Thronfolger nach Berwick geleitete, wo er die englische Königstochter Johanna heiratete. Der englische König und daraufhin auch Robert I. waren der Feier ferngeblieben. In dem Friedensabkommen war vereinbart worden, dass die schottischen und englischen Adligen auf Besitzansprüche in dem jeweils anderen Land verzichteten, doch in Berwick akzeptierte Moray in Verhandlungen mit der englischen Königin Isabelle, dass die vier englischen Magnaten Thomas Wake, Henry de Beaumont, Henry Percy und William Zouche die Ländereien zurückerhalten sollten, die sie in Schottland beanspruchten. Damit wich Moray von der Politik ab, die Robert I. zuvor verfolgt hatte. Letztlich wurde diese Vereinbarung nicht vollständig umgesetzt, was 1332 Beaumont, andere englische Magnaten und später auch Eduard III. als Vorwand für einen neuen Krieg gegen Schottland benutzten.

## Tätigkeit als Guardian of Scotland
Nachdem der schwerkranke Robert I. am 7. Juni 1329 gestorben war, übernahm Moray als Guardian die Regentschaft für den minderjährigen David II. Dieses Amt übte er mit Entschlossenheit und Geschick aus. Als oberster Richter bestand er auf einer strengen Auslegung der Gesetze. Für seinen Dienst erhielt er ein äußerst bescheidenes Gehalt von jährlich 100 Mark. Durch den Tod des Königs hatte die Regierung die Einkünfte aus dem Zehnten verloren, der Robert I. lebenslang gewährt worden war. Moray bestand aber auf der weiteren Erhebung des Zehnten, der noch vor dem Tod des Königs 1328 beschlossen worden war. Durch diese Steuer sollten die £ 20.000 aufgebracht werden, die Schottland gemäß dem Friedensvertrag von Edinburgh an England zahlen musste. Die letzte Rate dieser für Schottland hohen Summe wurde im November 1331 gezahlt, und anschließend wurde der junge David von Moray zum Ritter geschlagen und gekrönt. Die schottischen Magnaten huldigten dem neuen König, und angesichts des Friedens mit England schien die Unabhängigkeit Schottlands gesichert. Dies war hauptsächlich das Verdienst von Moray, der die Friedensverhandlungen geführt und während seiner Regentschaft auch umgesetzt hatte. Dennoch war die Regentschaft von Moray nicht frei von Spannungen. Gemäß dem letzten Willen von Robert I. war James Douglas ins Heilige Land aufgebrochen und fiel auf dem Weg dahin in Spanien. In England lehnten die sogenannten Enterbten, die Barone, die weiter Ansprüche auf Besitzungen in Schottland erhoben, den Frieden mit Schottland ab. Gerüchten zufolge wurde Moray durch einen Mönch vergiftet, doch vermutlich litt er an Leberkrebs. Er versuchte zunächst, die Folgen seiner Erkrankung zu vertuschen. Angeblich soll er mit angeschwollenen und geröteten Gliedern an der Spitze einer schottischen Armee einen englischen Herold empfangen haben. Dieser wurde dadurch getäuscht, dass er glaubte, dass die Schotten unter Morays Führung immer noch einen englischen Angriff abwehren könnten, worauf die Engländer auf einen Feldzug gegen Schottland verzichtet hätten. Tatsächlich soll Moray in seinen letzten Monaten schwer krank und bettlägerig gewesen sein. Sobald Beaumont und die anderen Enterbten von seinem Tod erfahren hatten, begannen sie am 6. August ihren bereits seit längerem geplanten Angriff auf Schottland.

## Äußeres und Charakter
Nach den Angaben des Dichters John Barbour besaß Moray ein breites, hübsches Gesicht und war von mittlerer Größe und Statur. Er galt als höflich und elegant, dabei war er loyal, großzügig und ehrlich. Als Robert I. tödlich erkrankt war, soll er ihm bis zuletzt beigestanden haben. Die Gedichte von Barbour loben vor allem das militärische Geschick und die Tapferkeit von James Douglas, wobei sie auch indirekt Morays Fähigkeiten anerkennen.

## Heirat und Nachkommen
Moray hatte Isabel Stewart, eine Tochter von Sir John Stewart of Bonkyl geheiratet. Mit ihr hatte er zwei Söhne und zwei Töchter, darunter:
- Thomas Randolph, 2. Earl of Moray († 1332)
- John Randolph, 3. Earl of Moray (* 1306; † 1346)
- Agnes Randolph ⚭ Patrick Dunbar, 8. Earl of Dunbar

Moray wurde wie Robert I. in Dunfermline Abbey beigesetzt. Sein Erbe wurde sein ältester Sohn Thomas, der jedoch nur wenige Wochen nach seinem Vater in der Schlacht von Dupplin Moor im Kampf gegen die Enterbten fiel. Daraufhin erbte Morays zweiter Sohn John den Titel.